# Calliodentaliidae
Calliodentaliidae is een familie van weekdieren uit de klasse van de Scaphopoda (tandschelpen).

## Geslacht
- Calliodentalium Habe, 1964